# 奧戈斯塔角
62°42′37″S 60°19′54″W / 62.71028°S 60.33167°W

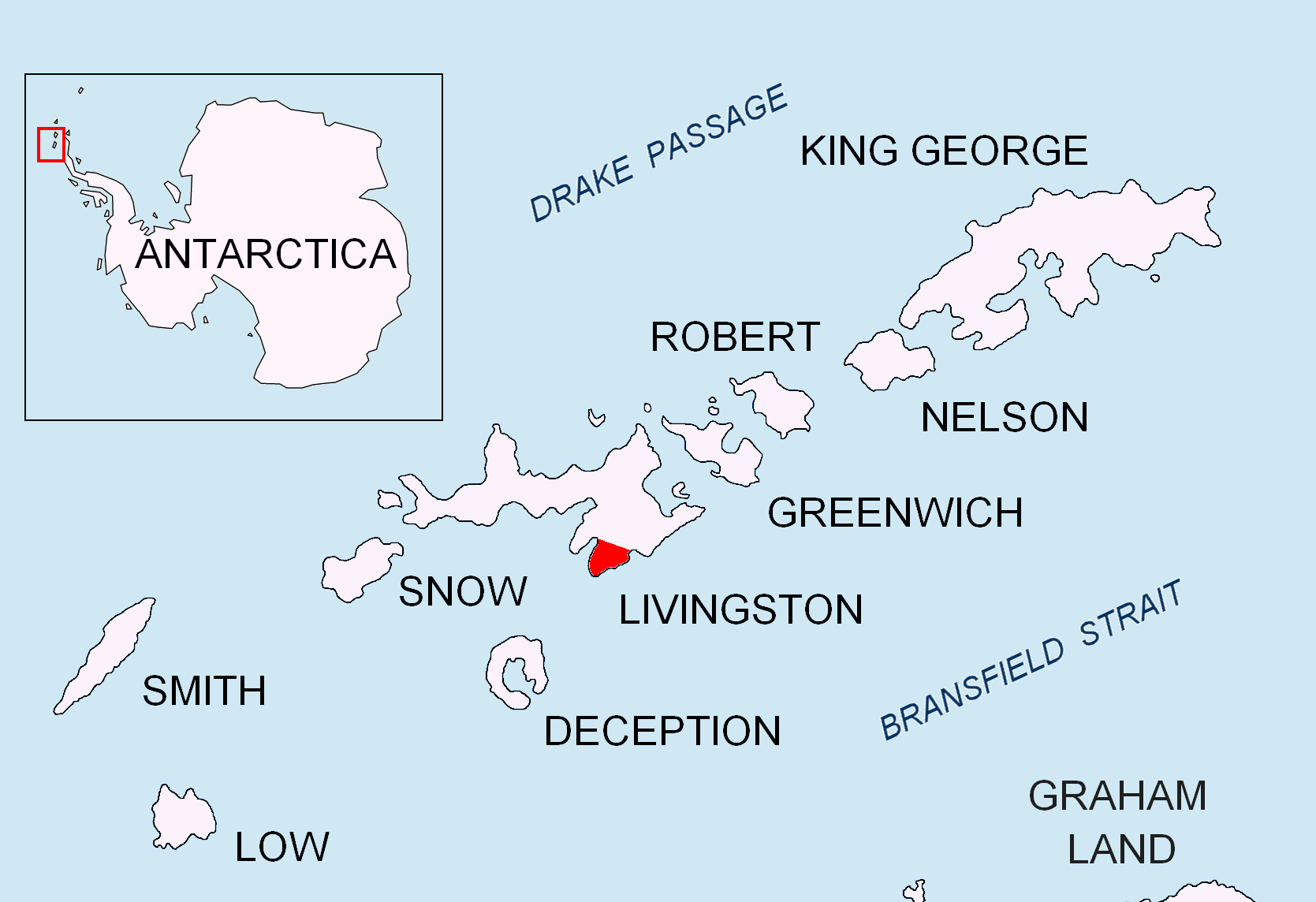

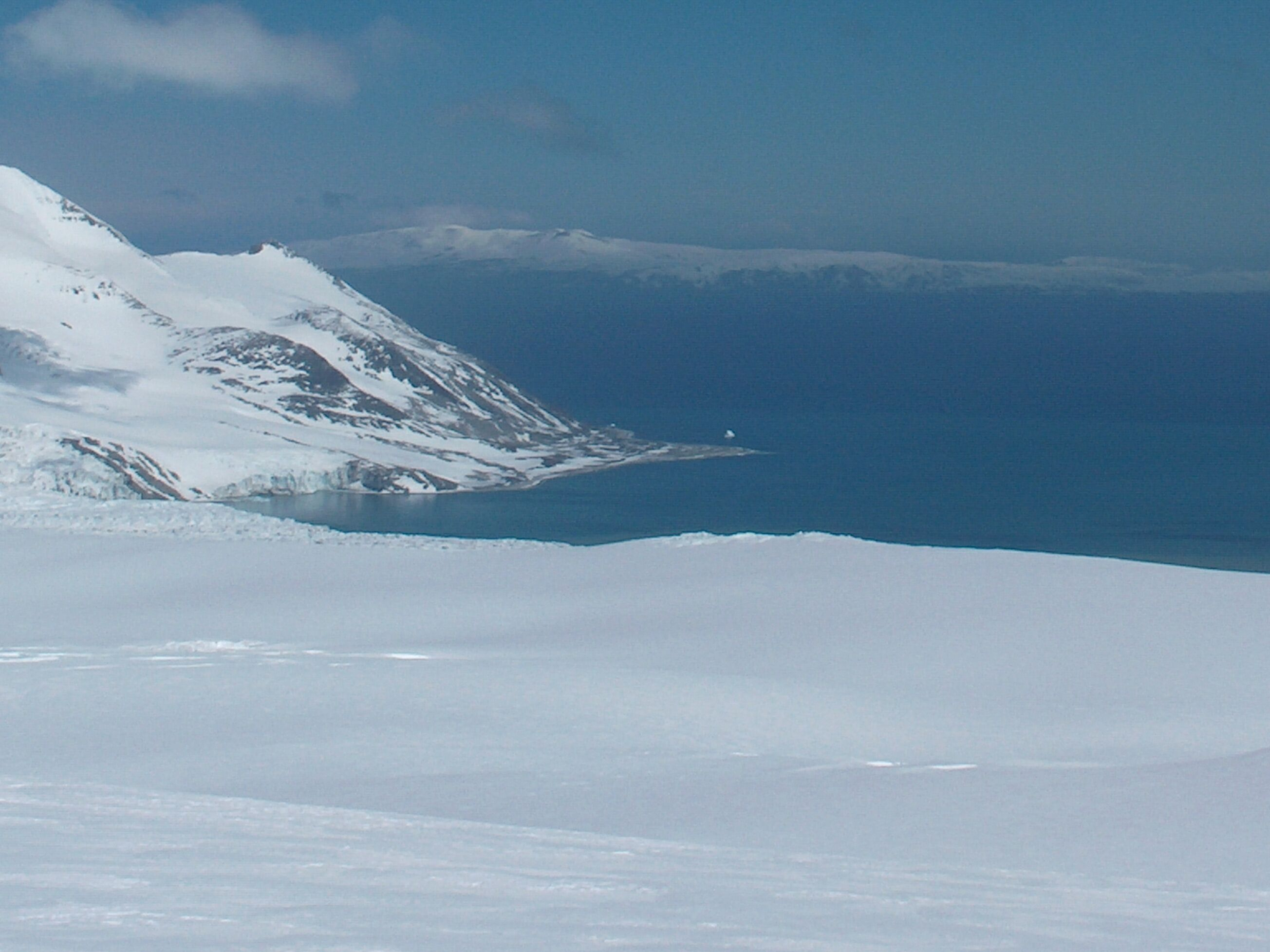

奧戈斯塔角是南極洲的海岬，位於南設得蘭群島中利文斯頓島的羅任半島，處於巴納德角以北5.35公里、聖梅多迪烏斯峰以西4.4公里和卡斯特羅峰以東3.45公里。

## 外部連結
- SCAR Composite Antarctic Gazetteer（页面存档备份，存于）.